# Transwersalna siła bezwładności
Transwersalna siła bezwładności (zwana też azymutalną) – siła bezwładności występująca w nieinercjalnym układzie odniesienia obracającym się ze zmienną prędkością obrotową względem inercjalnego układu odniesienia. Siła ta występuje niezależnie od siły odśrodkowej i siły Coriolisa.
W układzie odniesienia obracającym się względem dowolnego inercjalnego układu odniesienia ze środkiem obrotu w początku układu współrzędnych, gdy obrót odbywa się ze zmienną prędkością kątową, transwersalna siła bezwładności działająca na punkt materialny określona jest wyrażeniem:
{\displaystyle \mathbf {F} =-m{\frac {d{\boldsymbol {\omega }}}{dt}}\times \mathbf {x} _{\mathrm {B} }=-m{\boldsymbol {\varepsilon }}\times \mathbf {x} _{\mathrm {B} }.}
Siła transwersalna działa prostopadle do promienia wodzącego. Wartość siły transwersalnej można wyrazić wzorem:
{\displaystyle F=-m\varepsilon \times r,}
gdzie:
{\displaystyle m} – masa ciała,
{\displaystyle {\boldsymbol {\omega }}} – prędkość kątowa,
{\displaystyle {\boldsymbol {\epsilon }}} – przyspieszenie kątowe układu,
{\displaystyle \mathbf {x} _{\mathrm {B} }} – wektor wodzący, położenie ciała w tym układzie odniesienia,
{\displaystyle r} – promień wodzący – odległość od osi obrotu do punktu reprezentującego ciało.
Przy rozpatrywaniu tego samego zagadnienia w inercjalnym układzie odniesienia siła transwersalna odpowiada sile, bądź składowej siły, stycznej do toru ruchu ciała, powodującą zmianę wartości prędkości, a nie zmieniającą kierunku prędkości.